# Volpajola
Volpajola (in corso A Vulpaiola) è un comune francese di 436 abitanti situato nel dipartimento dell'Alta Corsica nella regione della Corsica.
Il comune comprende i seguenti centri abitati: Volpajola (capoluogo), Quarcetto, Casellaje, Trave e Barchetta.
A Barchetta vi è la stazione ferroviaria della linea Bastia-Ajaccio.

## Società

### Evoluzione demografica
Abitanti censiti